# Ruoutejaure
Ruoutejaure (modern stavning Ruovddejavrre) är en sjö i Arjeplogs kommun i Lappland och ingår i Piteälvens huvudavrinningsområde. Sjön har en area på 0,142 kvadratkilometer och ligger 556,9 meter över havet. Vandringsleden Kungsledens sommarled passerar väster om sjön. Vinterleden går öster om Ruoutejaure över sjön Sattermjaure.

## Delavrinningsområde
Ruoutejaure ingår i det delavrinningsområde (740847-157204) som SMHI kallar för Mynnar i Falesjåkkå. Medelhöjden är 576 meter över havet och ytan är 2,32 kvadratkilometer. Det finns ett avrinningsområde uppströms, och räknas det in blir den ackumulerade arean 13,72 kvadratkilometer. Vattendraget som avvattnar avrinningsområdet har biflödesordning 3, vilket innebär att vattnet flödar genom totalt 3 vattendrag innan det når havet efter 293 kilometer. Avrinningsområdet består mestadels av skog (91 procent). Avrinningsområdet har 0,21 kvadratkilometer vattenytor vilket ger det en sjöprocent på 8,9 procent.